# Projectleider
Een projectleider of projectmanager (afgekort "PM") is een professional op het gebied van projectmanagement. Een PM  is iemand die verantwoordelijk is voor het succesvol realiseren van een project. Een PM realiseert het project door het coördineren van en/of aansturen van de projectteam leden. Een projectleider kan leiding geven aan een zuiver projectteam of aan een projectteam bestaande uit leden van een matrixorganisatie. PM is een generieke rol, die men in verschillende vakgebieden tegenkomt. Zo bestaan er bijvoorbeeld projectleiders binnen civiele techniek, bouwkunde en ICT. In het verleden waren projectleiders veelal  specialisten op hun vakgebied. Anno 2019 zien de meeste bedrijven projectleiding als een apart specialisme. Een PM is in dienst van de vragende partij of incidenteel een extern ingehuurde vertegenwoordiger. De PM moet de exacte behoeften van de eindgebruikers bepalen en implementeren. Expertise in het domein waarin de projectmanagers actief zijn is vereist om alle aspecten van het project efficiënt te kunnen afhandelen.  

## Taken en verantwoordelijkheden
Projectmanagers zijn van begin tot einde verantwoordelijk voor het behalen van de projectdoelstellingen van een project, ongeacht de branche. Projectmanagers zijn voor het bedrijfsmanagement het eerste aanspreekpunt voor eventuele problemen of discrepanties die ontstaan bij de projectuitvoering. De PM neemt zelden rechtstreeks deel aan de activiteiten die het resultaat opleveren maar streeft er eerder naar om de voortgang, de wederzijdse interactie en de taken van de verschillende partijen op zo'n manier te onderhouden dat het risico op het niet behalen van de projectdoelstellingen wordt verminderd, de voordelen worden gemaximaliseerd en de kosten worden geminimaliseerd. De PM is ervoor verantwoordelijk zeker te stellen dat iedereen in het team hun rol kent en uitvoert, zich bevoegd en gesteund voelt in de rol en de rollen van de andere teamleden kent. De specifieke verantwoordelijkheden van de PM kunnen variëren afhankelijk van de branche, de omvang van het bedrijf, de volwassenheid van het bedrijf en de bedrijfscultuur. 
De taakinhoud van een PM is afhankelijk van de fase, waarin het project zich bevindt. Er zijn echter verantwoordelijkheden die gemeenschappelijk zijn voor alle projectmanagers, in iedere fase, voor ieder project:
- Het voorbereiden van de volgende fase
- Het managen van de stakeholders of belanghebbenden
- Het sturen van de communicatie
- Het identificeren, documenteren en communiceren van de projectrisico's
- Het beheersen van de kosten, kwaliteit en timing
- Conflictbeheersing

De taakinhoud van een projectleider is afhankelijk van de fase, waarin het project zich bevindt. 
Projectinitiatie:      
De taak van de PM in de initiatiefase is het vaststellen van de Project doelstelling en  verwachtingen van de eindgebruiker. Deze informatie wordt, samen met de succesfactoren en verdeling van de verantwoordelijkheden, vastgelegd in een Project Management Body Of Knowledge (PMBOK). De benaming en exacte inhoud van dit document kan verschillen per bedrijf of gekozen management methode. De benamingen "Business Objective Letter" (BOL) of "Project Charter" worden ook gebruikt. De project initiatie fase start met het vaststellen van de noodzaak van het werk door belanghebbenden en het benoemen van een PM. De initiatie fase eindigt met het aftekenen van de PMBOK door de PM, de eindgebruiker en het bedrijfsmanagement.
Project planning fase:
De PM verkent in deze fase mogelijke oplossingen (het realisatieproces). De PM kan hierbij de hulp van een extern ontwerp of engineeringsbureau inroepen, de PM blijft echter verantwoordelijk voor het resultaat. Hierbij hoort een inschatting van de kosten, timing, risico’s en benodigde mankracht. Tevens worden de benodigde documenten en benodigde materialen bepaald. Dit alles wordt gecombineerd in een basic data document, de exacte benaming kan verschillen per bedrijf. De Planning fase eindigt met de door de PM georganiseerde review waarin alle belanghebbenden hun akkoord geven aan de basic data, de kosten en de timing. Afhankelijk van de bedrijfsprocedures kan een derde partij een onafhankelijke analyse [1] [2]uitvoeren
De gecombineerde project fases "Initiatie" en "Planning" worden ook wel "Basic Engineering", "Front End Loading"(FEL) of "Front-End Engineering Design" (FEED) genoemd.
Project uitvoering:
Tijdens de uitvoering van het project is de projectleider vooral bezig met monitoren van het project. Hierbij wordt continue de werkelijke voortgang vergeleken met de geplande voortgang . De projectuitvoering heeft 2 stappen:
Detailontwerp: Hierbij worden documenten gemaakt waarmee later de faciliteit kan worden gerealiseerd. Vaak, maar niet altijd, heeft een engineering manager van het ingenieurs of ontwerpbureau de dagelijkse leiding. De PM is vooral bezig met het monitoren van de voortgang [3] het zeker stellen dat het gemaakte ontwerp in lijn is met de wensen van de eindgebruiker en de projectdoelstelling.
Projectrealisatie: In deze fase wordt het project gebouwd volgens het gemaakte ontwerp. De PM is vooral bezig met het monitoren van de voortgang en het zeker stellen dat de gebouwde faciliteit (kan een fysieke installatie, softwarepakket of organisatorisch zijn) in lijn is met de wensen van de eindgebruiker en de projectdoelstelling. Wijzigingen zijn in deze fase ongewenst en de PM moet hier adequaat op reageren. In het geval van een fysiek bouwproject is de PM verantwoordelijk voor de veiligheid.
Opstart fase:
Na het realiseren van  geplande werkzaamheden is de PM ook verantwoordelijk voor het daadwerkelijk in bedrijf nemen van het project. Dit is een fase die vaak wordt onderschat.
Eind- of opleverfase: 
Hier is de PM bezig met afbouwen van het projectteam, het juist filen van de projectdocumentatie en het eventueel genereren van vervolgopdrachten. De PM is gereed met het project wanneer het succesvol is opgestart, juist is gedocumenteerd en alle contractuele verplichtingen zijn gesloten.

## Opleiding
Sommige hulpmiddelen, kennis en technieken voor projectbeheer zijn uniek voor projectbeheer bijvoorbeeld: werkverdelingsstructuren, kritieke pad analyse en verdiende waardebeheer. Het begrijpen en toepassen van de hulpmiddelen en technieken die algemeen worden erkend  als goede praktijken zijn op zichzelf niet voldoende voor effectief projectbeheer. Er zijn veel opties voor projectbeheersoftware om te helpen bij het uitvoeren van projecten voor projectmanagers en alle bijbehorende teams. Het identificeren en kwantificeren van risicofactoren (tijd, geld, kwaliteit, veiligheid) is een taak van de PM en draagt bij aan een succesvolle realisatie van de faciliteit. 
Een PM is een sociaal vaardig persoon met een brede algemene kennis, opgedaan in projectomgeving. Team building is een taak van de PM. Ook heeft de PM kennis van het betreffende vakgebied waar het project actief is. Meestal heeft een projectleider een academische- of HBO+-opleidingsachtergrond. Er zijn verschillende instituten die projectmanagementopleiding bieden. Internationale aanbieders zijn bijvoorbeeld het Amerikaanse Project Management Institute [4]en het Zwitsers International Project Management Association. Naast deze instituten zijn er veel kleinere aanbieders van projectmanagement trainingen zoals "prince2",  "agile" of "scrum". Er is geen universele standaard van opleidingen.